# Тристрамов длиннохвостый скворец
Тристрамов длиннохво́стый скворе́ц (лат. Onychognathus tristramii) — вид певчих птиц семейства скворцовых. Видовое название дано в честь английского священника и путешественника Генри Бейкера Тристрама (1822—1906).

## Описание
Тристрамов длиннохвостый скворец достигает длины 25 см, размах крыльев составляет 44—45 см, вес в среднем 125 г. Оперение блестяще чёрное. Характерным признаком являются оранжевые пятна на крыльях, заметные, прежде всего, в полёте. Клюв и ноги чёрные. Оперение самок и молодых птиц более тусклое, голова серого цвета.

## Распространение
Область распространения простирается от Египта через Израиль и Иорданию до Аравийского полуострова.

## Образ жизни
Это стайная птица. Осенью и зимой птицы объединяются в огромные стаи. Пение громкое, птица издаёт мелодичные свистящие звуки «вии-ооуу-иии». Численность популяции этого вида растёт, прежде всего, в Израиле, где он населяет регионы, превращённые благодаря орошению из пустыни в аграрные земли. Это относительно доверчивая птица, подпускающая людей на довольно близкое расстояние к себе. Спектр питания широк и охватывает плоды и беспозвоночных.